# Ëmëhntëhtt-Rê Trilogie
Ëmëhntëhtt-Ré Trilogie ist ein Live-Videoalbum der französischen Progressive-Rock- und Zeuhl-Gruppe Magma. Es wurde 15. und 21. Mai 2014 im Le Triton in Les Lilas, Paris aufgenommen und 2017 veröffentlicht. Es ist neben der Theusz Hamtaahk Trilogie die zweite große Trilogie Magmas und thematisch auch nach dieser angesiedelt.

## Inhalt
Das Konzeptalbum präsentiert erstmals die gesamte Ëmëhntëhtt-Ré Trilogie als in sich geschlossenes Werk. Den ersten Satz bildet das dreiteilige Köhntarkösz Anteria gefolgt von dem zweiteiligen Köhntarkösz und den abschließenden dritten Satz bilden die vier Teile von Ëmëhntëhtt-Ré. Der Konzert-DVD ist die Bonus-DVD À La Croisée Des Temps beigefügt mit einem dreiteiligen Interview mit Christian Vander, deren Teile sich jeweils auf einen der Sätze beziehen.

## Entstehungsgeschichte

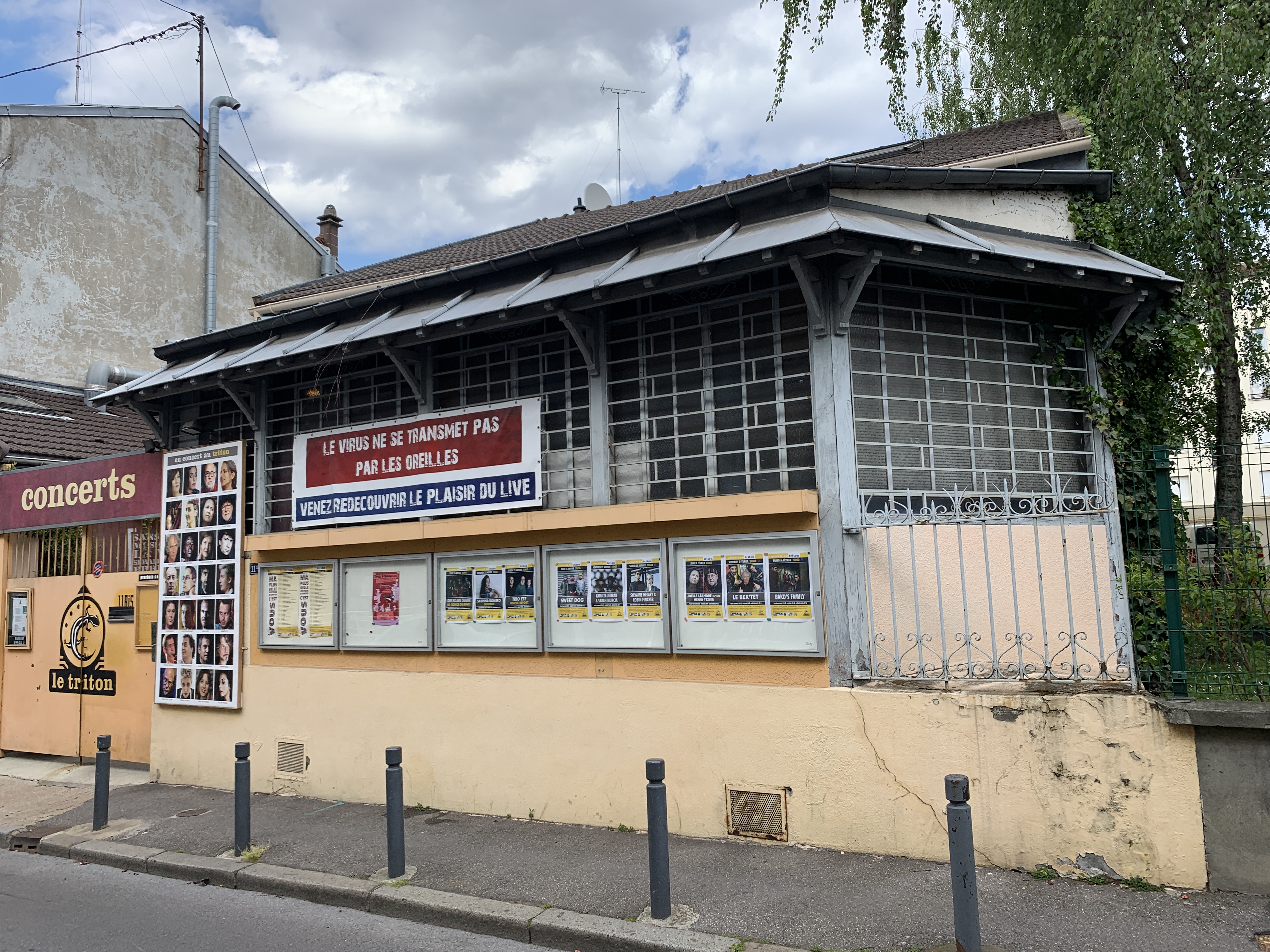
Der Aufnahmeort Le Triton im Jahre 2021.

Wie bei vielen Werken Magmas haben auch die Titel dieser DVD eine lange Entwicklungsgeschichte hinter sich, Köhntarkösz entstand 1974, Ëmëhntëhtt-Ré 1975, Köhntarkösz Anteria erschien erstmals 2004 und eine fertige Version von Ëmëhntëhtt-Ré erschien erstmals 2009. Die Titel der Ëmëhntëhtt-Ré Trilogie wurden an zwei Konzertabenden, am 15. und 21. Mai 2014 im Club Le Triton aufgezeichnet. Das Videoalbum wurde 2017 von Seventh Records als Doppel-DVD im Digipack herausgegeben.

## Titelliste
Alle Titel wurde von Christian Vander geschrieben.

### DVD 1:  Ëmëhntëhtt-Ré Trilogie
1. Satz: Köhntarkösz Anteria
1. K.A I – 11:01
2. K.A II – 15:20
3. K.A III – 17:54

2. Satz: Köhntarkösz
1. Köhntarkösz Part I – 14:41
2. Köhntarkösz Part II – 18:57

3. Satz: Ëmëhntëhtt-Ré
1. Ëmëhntëhtt-Ré I – 6:47
2. Ëmëhntëhtt-Ré II – 22:51
3. Ëmëhntëhtt-Ré III – 12:24
4. Ëmëhntëhtt-Ré IV – 4:53

### DVD 2:  À La Croisée Des Temps
Interview mit Christian Vander.
1. Du Temps Successif Et Des Épopées – 39:00
2. Du Temps Suspendu Et Des Initiations – 40:00
3. Du Temps Déployé Et Des Éternités – 35:42

## Rezeption
Das Album wird allgemein positiv aufgenommen. Jörg Schumann bezeichnet es auf dem Progressive-Rock-Potal Babyblaue Seiten als „ein Geschenk. Die acht Musiker begeistern mit unglaublicher Musikalität, Kompetenz und Gefühl, wie man es im Progrock selten findet. Ich möchte die Höhepunkte nicht alle aufzählen, denn deren hat es viele: eine durchgehend erstklassige Gesangsperformance, grandiose Gitarren- und Basssoli, Polymetrik und Polyrhythmik und und und. Der Klang ist differenziert und sauber und die Kameras rücken die Künstler ins rechte Licht und zeigen das, was wichtig ist, nämlich die Künstler und deren Performance. Auf irgendwelche Effekte oder Filmschnickschnack wird verzichtet.“ Er bewertet die Ëmëhntëhtt-Ré Trilogie mit der Bestnote von 15 Punkten.
Auch auf dem englischsprachigen Progressive-Rock-Portal Prog Archives erreicht es eine Wertung von 4,89/5 Punkten von 9 Rezensenten und 89 % der Benutzer vergaben 5/5 Sternen.